# Stuart Carvalhais

Guardado está o café para quem o há de pagar, 1927, tinta-da-china e grafite sobre papel, 19,7 x 18,2 cm (publicado no Sempre Fixe, 23 de Junho de 1927)

João Manuel aprendiz de gafanhoto, 1940, tinta-da-china sobre papel, 31,9 x 24,2 cm (publicado no Sempre Fixe, 15 de Fevereiro de 1940)

José Herculano Stuart Torrie de Almeida Carvalhais (São Pedro, Vila Real, 7 de Março de 1887 – Campo Grande, Lisboa, 2 de Março de 1961), mais conhecido por Stuart Carvalhais, foi um artista português multifacetado: fez carreira sobretudo como pintor, desenhador, ilustrador, caricaturista, autor de banda desenhada e artista gráfico, mas dedicou-se também à fotografia, decoração, cenografia e mesmo ao cinema.

## Vida e obra
Nasceu a 7 de março e foi batizado a 10 de junho de 1887, no Largo do Rossio, na freguesia de São Pedro, Vila Real, como filho de José Joaquim de Almeida Carvalhais, funcionário público oriundo de abastadas famílias rurais do Douro (freguesia de São Miguel de Lobrigos, em Santa Marta de Penaguião), e de Margarida Amélia Stuart Torrie, de origem escocesa e inglesa, natural de Oliveira (Mesão Frio).
Passou parte da infância em Espanha e regressa a Portugal em 1891. Frequenta o Real Instituto de Lisboa (1901-1903); trabalha como pintor de azulejos no ateliê de Jorge Colaço (1905). Com uma formação convencional incipiente, Stuart Carvalhais será sobretudo autodidata.
A sua primeira experiência nos jornais é como repórter fotográfico; publica os primeiros desenhos no jornal O Século em 1906; no ano seguinte, dá início ao trabalho em banda desenhada. Em 1911 é um dos responsáveis pela revista humorística A Sátira; colabora na fundação da Sociedade de Humoristas Portugueses, que terá como presidente Manuel Gustavo Bordalo Pinheiro (filho de Rafael Bordalo Pinheiro). Participa nas duas exposições organizadas por esse grupo em 1912 e 1913 — I e II Exposições dos Humoristas Portugueses —, juntamente com Cristiano Cruz, Jorge Barradas, Emmerico Nunes e Almada Negreiros, entre outros.
Em 1912-13 faz uma permanência de alguns meses em Paris, sobrevivendo precariamente; colabora como ilustrador, no jornal Gil Blas; vê trabalhos de Corot, Seurat e Daumier. Junta-se com Fausta Moreira (varina — vendedora de peixe) pouco após o regresso a Lisboa; um ano mais tarde nasce o seu único filho, Raul Carvalhais.
Embora republicano (e mais tarde, antifascista), a sua crítica incidirá sobre quem a merece e, em 1914, colabora no jornal satírico monárquico Papagaio Real (1914), então sob a direção artística de Almada Negreiros. Dá início à sua banda desenhada pioneira, inicialmente intitulada Quim e Manecas (1915-1953), a série mais longa da BD portuguesa, com mais de 500 episódios; essas duas personagens dão origem ao primeiro filme cómico português (1916), hoje desaparecido, onde o próprio Stuart desempenha o papel de pai de Manecas.
Os anos de 1920 correspondem à época de maior sucesso de Stuart. Dirige ABC a Rir, publica trabalhos na revista Ilustração (a cuja fundação está ligado), no Diário de Lisboa, Diário de Notícias, A Corja, O Espectro, A Choldra (1926), O Sempre Fixe, ABC-zinho. As encomendas são muitas e a sua atividade gráfica diversifica-se, incluindo os postais ilustrados, diversos trabalhos para o Bristol Clube e a casa de edição musical Sasseti; vence dois prémios em concursos internacionais (Itália e Espanha). Participa com uma pintura na decoração do café A Brasileira, Chiado (1925).
Ainda na área da imprensa, encontra-se colaboração artística da sua autoria em diversos jornais e revistas, nomeadamente na Gazeta dos Caminhos de Ferro de Portugal e Hespanha (1888-1898) e na sua continuação, a Gazeta dos Caminhos de Ferro (1899-1971), nas revistas Illustração portugueza iniciada em 1903, O Zé  (1910-1919), O século cómico (1913-1921), Contemporânea (1915-1926), Renovação (1925-1926)  O Riso da vitória  iniciado em 1919, O domingo ilustrado (1925-1927), no semanário Repórter X (1930-1935) e na edição mensal do Diário de Lisboa (1933).
Em 1932 realiza, na Casa da Imprensa, a sua única exposição individual; em 1948 é-lhe atribuído o prémio Domingos Sequeira na exposição do SNI.
A 30 de março de 1950, casou em Queluz com Fausta da Silva Moreira, com quem já vivia há décadas, e que faleceu em Lisboa a 30 de junho de 1955.
Trabalha para o teatro como cenógrafo e figurinista; experimenta a realização em cinema (O Condenado, com Mário Huguin), desdobrando-se ainda como ator, decorador, cenógrafo e gráfico.
Será nas áreas do desenho e ilustração que a sua obra mais se individualizará. Ao longo da vida Stuart produziu milhares, numa atividade constante onde dificilmente se poderão isolar expressões ou estilos balizados no tempo; "a mestria de traço de Stuart, que lhe permite variar os registos, evidencia sobretudo o manifesto desejo de liberdade criativa, nutrido por enorme apetência experimental". Até a sua vida pessoal, ensombrada pelo alcoolismo e a instabilidade financeira, o forçaram à experimentação de materiais inesperados, não ortodoxos, dos suportes aproveitados (papel de embrulho, tampas de caixotes), às tintas e materiais riscadores improvisados (café, vinho, paus de fósforo queimados). "Profundo conhecedor do basfond lisboeta, fixa da capital um registo que cruza com o seu, servindo-o com resultados surpreendentes no uso da mancha […] e de texturas, na definição ou languidez da linha, nos ritmos do traço". Assim, desenvolto e elegante na ilustração, essencial na caracterização fisionómica, em cada personagem, em cada situação representada, Stuart revela com eficácia os conceitos que lhe estão associados. Utilizará esses instrumentos para falar, antes de mais, de uma Lisboa contraditória, "viva, inteira, elegante por vezes, amarga outras mais".
Morreu a 2 de março de 1961, na freguesia do Campo Grande, em Lisboa.

## Casa de Stuart Carvalhais

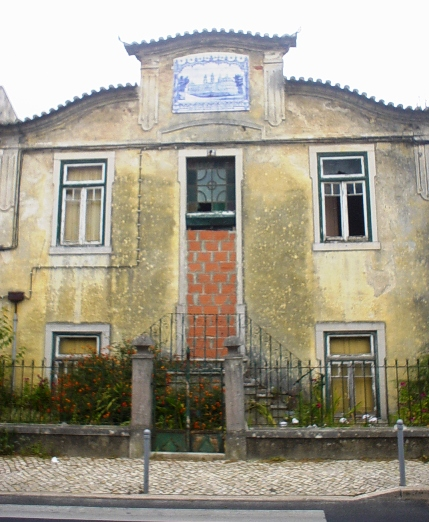
Casa de Stuart Carvalhais em Queluz

Stuart Carvalhais residiu em Queluz na Rua Conde de Almeida Araújo. O seu nome foi atribuído a uma das escolas da cidade: a Escola Secundária Stuart Carvalhais.
Embora fosse património histórico da cidade, a sua casa foi demolida pelos novos proprietários em Outubro de 2009, após venda em hasta pública, em que a Câmara Municipal de Sintra não exerceu o seu direito de preferência.